# Alessandro Pesenti Rossi
 Alessandro Pesenti Rossi (Bèrgam, Itàlia, 31 d'agost del 1942) va ser un pilot de curses automobilístiques italià que disputà curses de Fórmula 1.

## Carrera automobilística
Alessandro Pesenti Rossi va debutar a la F1 a la desena cursa de la Temporada 1976 de Fórmula 1 (la 27a temporada de la història) del campionat del món de la Fórmula 1, disputant l'1 d'agost al Gran Premi d'Alemanya del 1976 al Circuit de Nürburgring.

## Resultats a la Fórmula 1
Va participar en un total de quatre curses puntuables pel campionat de la F1, disputades totes la mateixa temporada (1976) aconseguint una onzena posició com millor classificació en una cursa i no assolí cap punt pel campionat del món de pilots.
| Any  | Equip                 | Xassís  | Motor    | 1   | 2   | 3     | 4   | 5   | 6   | 7   | 8   | 9   | 10     | 11     | 12      | 13     | 14  | 15  | 16  | Posició | Punts |
| ---- | --------------------- | ------- | -------- | --- | --- | ----- | --- | --- | --- | --- | --- | --- | ------ | ------ | ------- | ------ | --- | --- | --- | ------- | ----- |
| 1976 | Scuderia Gulf Rondini | Tyrrell | Cosworth | BRA | SUD | O.USA | ESP | BEL | MON | SUE | FRA | GBR | ALE 14 | AUT 11 | HOL NVQ | ITA 18 | CAN | USA | JAP | -       | 0     |

### Resum
| Curses | Victòries | Pòdiums | Poles | Voltes ràpides | Punts |
| ------ | --------- | ------- | ----- | -------------- | ----- |
| 4      | 0         | 0       | 0     | 0              | 0     |